# Шундеев, Алексей Иванович
Алексей Иванович Шундеев (30 марта 1896 — 1941) — советский военачальник, полковник, участник Гражданской и Великой Отечественной войн.

## Биография
Алексей Иванович Шундеев родился 30 марта 1896 года в станице Еткульской (ныне — село Еткуль Еткульского района Челябинской области). В мае 1915 года окончил учительскую семинарию в Челябинске, после чего поступил в Московский университет имени А. Л. Шанявского. Проучившись полгода, по состоянию здоровья Шундеев отчислился и вернулся на родину, где стал работать учителем в сельской школе села Иваньково Челябинского уезде Челябинской губернии. 
В апреле 1917 года Шундеев был призван на службу в Российскую императорскую армию и направлен в Оренбургское военное казачье училище. По расформировании его в декабре 1917 года он получил звание прапорщика и был демобилизован.
В мае 1918 года Шундеев был мобилизован в армию адмирала А. В. Колчака, однако месяц спустя перешёл в Рабоче-Крестьянскую Красную Армию. Участвовал в боях против Чехословацкого корпуса, войск А. В. Колчака, П. Н. Врангеля, Н. И. Махно. После окончания боевых действий продолжил службу в Красной Армии на различных военно-политических и командных должностях. 
В 1928 году окончил Военную академию имени М. В. Фрунзе. С января 1934 года был командиром и военным комиссаром 129-го стрелкового полка 43-й стрелковой дивизии. В апреле 1938 года уволен из рядов Вооружённых Сил СССР и арестован органами НКВД СССР. В мае 1939 года дело против него было прекращено, Шундеев был освобождён и вскоре восстановлен в кадрах Красной Армии. Преподавал на кафедре общей тактики Военной академии имени М. В. Фрунзе.
2 июля 1941 года Шундеев был назначен начальником штаба 6-й дивизии народного ополчения Дзержинского района города Москвы, а 7 июля 1941 года стал её командиром. В эту дивизию направлялись добровольцы с заводов и промартелей, расположенных в районе Марьиной Рощи. В середине июля 1941 года дивизия была передислоцирована на Смоленщину, где вошла в состав 24-й армии. Под командованием Шундеева она принимала активное участие в Ельнинской наступательной операции, и 26 сентября 1941 года была преобразована в 160-ю стрелковую дивизию. 
В октябре 1941 года Шундеев со своими частями попал в окружение и вскоре пропал без вести во время ожесточённых боевых действий.